# Vönöck
Vönöck è un comune dell'Ungheria di 831 abitanti (dati 2001). È situato nella contea di Vas.